# Entrena
Entrena  je mesto v španski zvezni deželi La Rioja.  
Leta 2008 je imelo 1451  prebivalcev.